# 高松雪
高松 雪（たかまつ ゆき、1月8日 - ）は、日本の女優。神奈川県出身。劇団TEAM-ODAC、五反田タイガー所属。

## 人物
好きなもの　猫・バスケットボール・映画・コーラ

## 略歴
2017年09月に劇団TEAM-ODACの劇団員に昇格。五反田タイガーに加入。

## 出演

### 舞台
2017
- フライドBALL企画 vol.18『二十一面相』1月26日(木)～29日(日)全6ステージ〈明石スタジオ〉
- フライドBALL企画 vol.20『137～退屈で書き散らかしたような物語～』6月22日(木)～25日(日)全6ステージ〈明石スタジオ〉
- 五反田タイガー 2nd Stage featuring コモンシェア株式会社『花街花魁クロニクル』11月1日(水)～5日(日)全7ステージ〈新宿村LIVE〉- 才谷文月 役

2018
- 劇団TEAM-ODAC 第28回本公演『猫と犬と約束の燈（再演）』2月7日(水)～12日(月)全8ステージ〈草月ホール〉- 段田ゆず 役
- フライドBALL企画 vol.25『トンネルの向こう側で・・・』4月25日(水)～29日(日)全6ステージ〈明石スタジオ〉
- 五反田タイガー 4th Stage『Casket～深海から見える星～』9月12日(水)～17日(月)全5ステージ〈草月ホール〉-ヤドカリマキ 役

2019
- 五反田タイガー 5th Stage featuring コモンシェア株式会社『OH,MY GODDESS!!～あなたが望むなら～』1月16日(水)～20日(日)全8ステージ〈銀座 博品館劇場〉- ルサールカ 役
- フライドBALL企画 vol.31『ナイトクラビング』4月25日(木)～28日(日)全6ステージ〈新宿THEATER BRATS〉
- 五反田タイガー 6th Stage featuring コモンシェア株式会社『花街花魁クロニクル（再演）』7月10日(水)～15日(月)全9ステージ〈草月ホール〉-おりん 役
- フライドBALL企画 vol.33『思い出は風の強い日』8月15日(木)～18日(日)全6ステージ〈新宿THEATER BRATS〉
- 劇団TEAM-ODAC 第33回本公演『キクネ～僕らに出来ること～』12月13日(金)～23日(月)全16ステージWキャスト〈草月ホール〉- 高峯蘭 役

2020
- 五反田タイガー 7th Stage『WORKER ANTSと働かないアリ』3月18日(水)～22日(日)全8ステージ〈CBGK シブゲキ!!〉- 殿様 役
- 五反田タイガー 8th Stage『refrain～でも、バイバイ！～』9月30日(水)～10月4日(日)全8ステージ〈草月ホール〉- 岡田奈々 役
- 劇団TEAM-ODAC 第35回本公演『岸和田少年愚連隊～あの頃のハートは今もある～（2020年 秋の陣）』11月14日(土)～24日(月)全14ステージWキャスト〈こくみん共済 coop ホール／スペース・ゼロ〉- 橋爪愛子 役

2021
- 五反田タイガー 9th Stage 『DEMON〜ありがとうって言えなくて〜』1月27日(水)～1月31日 (日)〈銀座 博品館劇場）〉- 牛糞 役 ※全公演延期
- Monkey Works Vol.06『明日は捲る』4月14日(水)～4月18日(日)全7ステージ〈シアターサンモール〉- 石渡哲子 役
- 劇団TEAM-ODAC 第37回本公演【15周年記念公演】『浦安鉄筋家族〜子ども大戦争〜』7月10日(土)～7月18日(日)〈こくみん共済 coop ホール（全労済ホール）／スペース・ゼロ〉- 淡口静香 役
- 五反田タイガー 9th Stage 『DEMON〜ありがとうって言えなくて〜』9月1日(水)～9月5日 (日)〈こくみん共済 coop ホール（全労済ホール）／スペース・ゼロ〉- 牛糞 役 ※全公演延期
- 五反田タイガー 10th Stage『Casket〜深海から見える星〜』（2021年11月10日 - 14日、草月ホール） - ヤドカリマキ 役 / 浦島の子供 役

2022
- 五反田タイガー 9th Stage 『DEMON〜ありがとうって言えなくて〜』4月20日(水)～4月24日 (日)〈池袋 あうるすぽっと〉- 牛糞 役
- 五反田タイガー 11th Stage『ペインティング・バーレスク〜天使がいた場所〜』（2022年9月28日 - 10月2日、こくみん共済coopホール／スペース・ゼロ）- よっちゃん 役

2023
- 五反田タイガー 12th Stage featuring コモンシェア株式会社『Tokyo Community Life 〜Rebron〜 』（2023年2月22日 - 2月26日、六行会ホール）- 大山千尋 役
- 劇団TEAM-ODAC 第41回本公演『猫と犬と約束の燈〜2023編〜』（2023年4月12日 - 16日、こくみん共済coopホール／スペース・ゼロ) - 久芝コウ 役
- フライドBALL企画vol.59『Funkyナース〜きばらんか〜』（2023年7月27日 - 31日、シアターブラッツ）- 草分愛 役
- 五反田タイガー13th Stage『BORDER〜罪の道〜』（2023年10月25日 - 29日、六行会ホール）- 谷なつき 役